# Ludwig Riess
Ludwig Riess (Wałcz, 1º dicembre 1861 – Springfield, 27 dicembre 1928) è stato uno storico e educatore tedesco.

## Biografia
Riess nacque a Deutsch-Krone, in Prussia (attuale Wałcz, Voivodato della Pomerania Occidentale), il più giovane di cinque figli di una famiglia ebrea tedesca. Conosceva la matematica e la fisica da bambino e fu incoraggiato dalla sua famiglia a diventare ingegnere o architetto. Tuttavia, era più interessato alla storia del mondo, e scelse di intraprendere una carriera accademica: studiò all'Università di Berlino sotto il rinomato storico Leopold von Ranke.
Riess fu reclutato come consigliere straniero dal governo Meiji dell'Impero del Giappone nel 1887 per stabilire metodi occidentali di storiografia nel curriculum universitario giapponese. Questi metodi includevano la dipendenza da fonti primarie, un'enfasi sulla storia narrativa e l'impegno a scrivere la storia da un punto di vista neutrale, senza giudizi morali su eventi passati. Riess fu inizialmente assunto con un contratto triennale, che fu rinnovato più volte. Insegnò all'Università imperiale di Tokyo, Keio.
Riess insegnò su una vasta gamma di argomenti, tra cui la storia di Taiwan, la moderna storia europea, la storia costituzionale britannica, la storia tedesca, la guerra franco-prussiana, la rivoluzione francese, William Adams e il ruolo dei mercanti portoghesi e olandesi nel periodo Edo.
Nel 1926, Reiss visitò Springfield, Ohio negli Stati Uniti come insegnante di scambio. Poco dopo l'arrivo, ebbe la febbre, probabilmente a causa di una reazione allergica dopo essere stato punto da un insetto.